# Nina Gnilicka
Nina Timofiejewna Gnilicka (ros. Нина Тимофеевна Гнилицкая, ur. 19 lipca?/1 sierpnia 1916 we wsi Kniaginiewka w Obwodzie Wojska Dońskiego (obecnie część miasta Chrustalnyj), zm. 5 grudnia 1941 tamże) – radziecka zwiadowczyni, czerwonoarmistka, odznaczona pośmiertnie Złotą Gwiazdą Bohatera Związku Radzieckiego (1943).

## Życiorys
Skończyła 7 klas szkoły w rodzinnej wsi, od 1932 pracowała w kopalni m.in. jako wozak i telefonistka. Gdy 1 listopada 1941 niemiecka armia dotarła do Kniaginiewki, ukryła w swoim domu rannego czerwonoarmistę, a później pod osłoną ciemności wraz z 17-letnią mieszkanką wsi Praskowją Biełogrudową doprowadziła przebranego w cywilną odzież żołnierza do jednostki Armii Czerwonej, zabierając przy tym Niemcom trzy wozy z końmi. 2 listopada została przyjęta jako ochotniczka do 383 Dywizji Piechoty. Została zwiadowcą 465 samodzielnej kompanii zwiadowczej 383 Dywizji Strzeleckiej 18 Armii, walczyła na Froncie Południowym, podczas walk obronnych w Donbasie trzy razy brała udział w misjach na tyłach wroga. 5 grudnia wraz z grupą zwiadowców znalazła się w okrążeniu i zginęła w walce po zużyciu amunicji. Została pochowana w zbiorowej mogile w miejscowości Wachruszewo (obecnie Bokowo-Chrustalne). Pośmiertnie została odznaczona Medalem za Odwagę (14 grudnia 1941) i Złotą Gwiazdą Bohatera Związku Radzieckiego wraz z Orderem Lenina (31 marca 1943). Jej imieniem nazwano ulicę w Krasnym Łuczu.